# Sparassodonta
A ordem Sparassodonta é uma ordem de marsupiais sul-americanos extintos que viveu do período Paleoceno ao Plioceno. Foram descritos pela primeira vez por Florentino Ameghino a partir de registros fósseis na Patagônia, Argentina.

## Classificação
McKenna e Bell (1997) consideram apenas três famílias: Hondadelphidae, Mayulestidae e Borhyaenidae. Sendo as 4 restantes apresentadas como subfamílias da Borhyaenidae (Hathliacyninae, Proborhyaeninae, Prothylacyninae e Thylacosmilinae). A família Hondadelphidae foi considerada posteriormente como incertae sedis e retirada da ordem, Carroll (1988) a tratou como pertencente a família Didelphidae. A sequência segue de Muizon, Cifelli & Céspedes Paz (1997) e de Muizon (1998) que elevaram as subfamílias ao status de famílias:
```
†
Sparassodonta
[
1
]
 Ameghino, 1884
   |?- †
Anatherium
[
2
]
 Ameghino, 1887
   |?- †
Plesiofelis
[
3
]
 Roth, 1903
   |?- †
Pseudonotictis
[
4
]
 Marshall, 1981
   |-- †
Sallacyon
[
5
]
 Villarroel e Marshall, 1982 [
Andinogale
 Hoffstetter e Petter, G., 1983]
   |--o †
Mayulestidae
 de Muizon, 1994
   `--+-- †
Hathliacynidae
 Ameghino, 1894
      `--+-- †
Borhyaenidae
[
6
]
 Ameghino, 1894
         `--+--o †
Proborhyaenidae
[
7
]
 Ameghino, 1897
            `--+--o †
Prothylacinidae
 Ameghino, 1894
               `--o †
Thylacosmilidae
 Riggs, 1933 
sensu
 Marshall, 1976
```